# Демографическое окно
Демографическое окно (демографическое «окно благоприятных возможностей») — период времени в демографическом развитии страны, в который пропорция населения трудоспособного возраста наиболее велика. Такая ситуация становится возможной, когда население молодеет и процент трудоспособных людей достигает максимума, а коэффициент демографической нагрузки составляет менее 50 на 100 человек трудоспособного населения, то есть численность рабочей силы вдвое больше иждивенцев. Как правило, демографическое окно благоприятных возможностей остается открытым на протяжении 30-40 лет.
Поскольку возрастная структура общества напрямую связана с уровнем рождаемости, длительность периода демографического окна зависит от падения рождаемости: сперва падает процент молодого населения (до 15 лет), и коэффициент демографической нагрузки падает, как это уже произошло (или происходит) различных странах Восточной Азии. Через несколько десятилетий происходит старение населения и растущий процент пожилых людей вызывает рост коэффициент демографической нагрузки, как в современной Европе.
Профильная комиссия ООН (United Nations Commission on Population and Development), работающая в составе Экономического и Социального Совета ООН (ЭКОСОС), определила демографическое окно благоприятных возможностей как период, когда в составе населения уже менее 30 % детей и молодежи, а людей старше 65 лет ещё менее 15 % от всего населения. Однако это определение не является единственным общепринятым.
Демографическое окно Европы пришлось на период с 1950 по 2000 год, в России демографическое окно было открыто с середины 1950-х по 2020 год и в 2010 году трудоспособное население (15-64 лет) достигло максимума в 72%. В Китае период начался в 1990 году и должен был продлиться до 2015 года. Для Индии период начался в 2010 году и должен продлиться до середины столетия. Большая часть Африки достигнет демографического окна не ранее 2045 года.